# Ametropus neavei
Ametropus neavei is een haft uit de familie Ametropodidae. De wetenschappelijke naam van de soort is voor het eerst geldig gepubliceerd in 1928 door McDunnough.
De soort komt voor in het Nearctisch gebied.